# Europamästerskapet i fotboll 2016

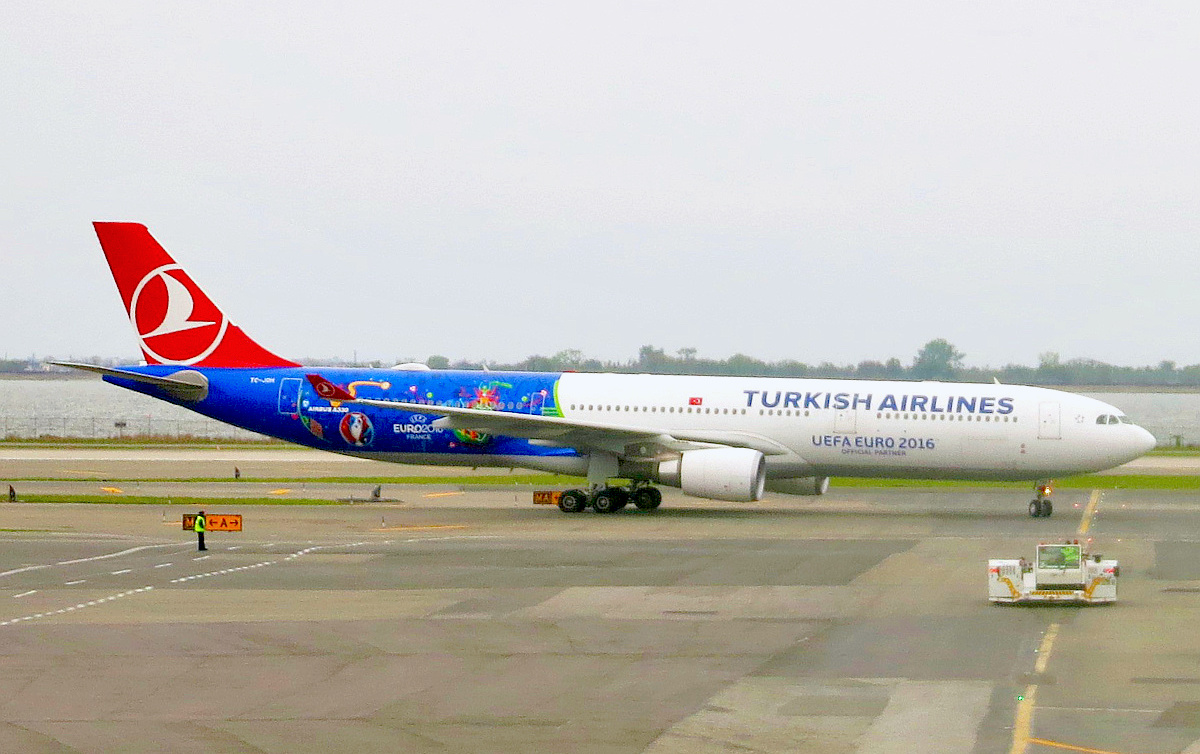
Turkish Airlines plan dekorerad med UEFA EURO 2016:s emblem.

Europamästerskapet i fotboll 2016 var det femtonde Europamästerskapet i fotboll och avgjordes mellan den 10 juni och den 10 juli. Frankrike hade 2010 utsetts till värdland för mästerskapet. Turneringen hade utökats jämfört med föregående mästerskap och spelades för första gången med 24 deltagande lag. 
Portugal vann EM-guld efter att i finalen ha besegrat Frankrike med 1–0 efter förlängning.

## Ansökningsprocess för värdland
En intresseanmälan skulle vara inne i februari 2009, och en slutlig ansökan i februari 2010.
I maj 2010 beslutade Uefa att Frankrike skulle arrangera mästerskapet 2016.

### Val av värdland
Valet av värdland bestämdes efter omröstning på Uefa:s kongress den 28 maj 2010 i Genève, Schweiz. 
| Kandidater | Första rundan | Andra rundan |
| ---------- | ------------- | ------------ |
| Frankrike  | 43            | 7            |
| Turkiet    | 38            | 6            |
| Italien    | 23            | —            |

Skottland och Wales sökte för 2008 och planerade söka för 2016, men lade sedan ned planerna. Spanien, England, Ryssland och Grekland sökte till Fotbolls-VM 2018 och flest röster fick Ryssland.

#### Sverige och Norges kandidatur
Sverige och Norge bestämde sig i februari 2009 att söka tillsammans. 
Följande arenor bedömdes 2009 finnas och passa att använda 2016:
- Friends Arena (då Swedbank Arena), Solna, 53 000 platser, byggdes 2009-2012.
- Ullevi, Göteborg, 43 000 platser. Byggs eventuellt ut till 60 000 platser.
- Malmö stadion (26 500 platser) eller Swedbank Stadion (24 000 platser) i Malmö. Måste utvidgas för att nå 30 000-gränsen.
- Olympia, Helsingborg, idag 17 100 platser. Måste utvidgas för att nå 30 000-gränsen.
- Tele2 Arena, Stockholm, 30 000 platser, byggdes 2010-2013.
- En ny nationalarena, Oslo, 50 000 platser, ej påbörjad. Den planerades ligga i Groruddalen. Planen för den lades ned 2011.
- En ny stadion, Bodø, 17 000 platser, 35 000 inklusive tillfälliga, ej påbörjad.
- En ny stadion, Lillestrøm, 20 000 platser, 44 000 inklusive tillfälliga, ej påbörjad.
- Brann Stadion, Bergen, 17 800 platser år 2009, ska utvidgas till 24 000, plus tillfälliga vid EM.
- Lerkendal stadion, Trondheim, idag 21 100 platser, planeras utvidgas till 40 000.
- Viking Stadion, Stavanger, idag 16 600 platser, planeras utvidgas till 30 000 inklusive tillfälliga.

Fyra eller fem arenor per land skulle användas, och man skulle ha valt mellan ovanstående elva. Det fanns några reservarenor som inte uppfyllde kraven.
Den 9 december 2009 meddelades att Sverige och Norge drar tillbaka sin ansökan, då båda staterna sade nej till att bidra med pengar.

## Nyheter inför turneringen

### Antal lag
Uefa beslutade att turneringen 2016 för första gången skulle omfatta 24 kvalificerade lag, mot tidigare 16. När EM-spelandet inleddes 1960 deltog 4 lag i turneringen, 1980 utökades antalet lag till 8 och 1996 till 16 lag.

### Kvalspel
Kvalspelet skulle arrangeras enligt principen "Fotbollsveckan"-modellen, där vissa veckor under kalenderåret utsetts till särskilda veckor då det spelas matcher i alla kvalgrupperna. Matchdagar var då från torsdag till tisdag, huvudsakligen med gemensamma starttider 18:00 eller 20:45 (enligt CET).

## Uefa-kriterier
Följande grundkriterier hade uppställts av Uefa gällande EM-slutspelet 2016:
- Nio arenor
- Två arenor ska ha en minimikapacitet av 50 000 åskådare (och det är ett plus om en av dessa tar 60 000)
- Tre arenor ska ha en minimikapacitet av 40 000 åskådare
- Fyra arenor ska ha en minimikapacitet av 30 000 åskådare

Frankrike löste detta med spel på de tio arenorna i Bordeaux, Lens, Lille, Lyon, Marseille, Nice, Paris, Saint-Denis, Saint-Etienne och Toulouse. Där deltog 24 lag i slutspelet som avgjordes på 51 matcher under 32 dagar. Under EM-slutspelet i fotboll 2016 spelades inte någon bronsmatch.

### Spelplatser
Följande tio arenor användes under EM-turneringen:
| Frankrike 2016                                                                     | Saint-Denis                                                                        | Marseille                          | Lyon                                        | Lille                                     |
| ---------------------------------------------------------------------------------- | ---------------------------------------------------------------------------------- | ---------------------------------- | ------------------------------------------- | ----------------------------------------- |
| Frankrike 2016                                                                     | Stade de France Kapacitet: 80 1001                                                 | Stade Vélodrome Kapacitet: 67 394  | Parc Olympique Lyonnais Kapacitet: 59 186   | Stade Pierre-Mauroy Kapacitet: 50 186     |
| · Saint-Denis Marseille Lyon Paris Lille Lens Bordeaux Saint-Étienne Toulouse Nice | · Saint-Denis Marseille Lyon Paris Lille Lens Bordeaux Saint-Étienne Toulouse Nice | Paris                              | Bordeaux                                    | Saint-Étienne                             |
| · Saint-Denis Marseille Lyon Paris Lille Lens Bordeaux Saint-Étienne Toulouse Nice | · Saint-Denis Marseille Lyon Paris Lille Lens Bordeaux Saint-Étienne Toulouse Nice | Parc des Princes Kapacitet: 47 000 | Nouveau Stade de Bordeaux Kapacitet: 42 115 | Stade Geoffroy-Guichard Kapacitet: 41 965 |
| · Saint-Denis Marseille Lyon Paris Lille Lens Bordeaux Saint-Étienne Toulouse Nice | · Saint-Denis Marseille Lyon Paris Lille Lens Bordeaux Saint-Étienne Toulouse Nice | Nice                               | Lens                                        | Toulouse                                  |
| · Saint-Denis Marseille Lyon Paris Lille Lens Bordeaux Saint-Étienne Toulouse Nice | · Saint-Denis Marseille Lyon Paris Lille Lens Bordeaux Saint-Étienne Toulouse Nice | Allianz Riviera Kapacitet: 35 624  | Stade Bollaert-Delelis Kapacitet: 38 223    | Stadium Municipal Kapacitet: 33 300       |

1) Avser detta mästerskap.

## Kvalificering
Kvalspelet spelades från 7 september 2014 till 17 november 2015, med totalt 53 deltagande nationer. De 24 lagen som kvalificerade sig visas nedan.
De delades in i sex grupper om fyra lag i varje. Dessa gruppers konstellation bestämdes vid lottningen i Palais des Congrès de la Porte Maillot i Paris den 12 december 2015. 

### Kvalificerade länder
| Land       | Kvalificerad som     | Kvalificerings-datum | Deltagare i tidigare mästerskap                                                                                            |
| ---------- | -------------------- | -------------------- | --- |
| Frankrike  | Värdland             | 28 maj 2010          | 8 (1960, 1984, 1992, 1996, 2000, 2004, 2008, 2012)                                                                         |
| Tjeckien   | Kvalgrupp A, vinnare | 6 september 2015     | 8 (1960, 1976, 1980, 1996, 2000, 2004, 2008, 2012)                                                                         |
| Island     | Kvalgrupp A, tvåa    | 6 september 2015     | 0 (debut) |
| Belgien    | Kvalgrupp B, vinnare | 10 oktober 2015      | 4 (1972, 1980, 1984, 2000)                                                                                                 |
| Wales      | Kvalgrupp B, tvåa    | 10 oktober 2015      | 0 (debut) |
| Spanien    | Kvalgrupp C, vinnare | 9 oktober 2015       | 9 (1964, 1980, 1984, 1988, 1996, 2000, 2004, 2008, 2012)                                                                   |
| Slovakien  | Kvalgrupp C, tvåa    | 12 oktober 2015      | 0 (debut) |
| Tyskland   | Kvalgrupp D, vinnare | 11 oktober 2015      | 11 (1972*, 1976*, 1980*, 1984*, 1988*, 1992, 1996, 2000, 2004, 2008, 2012) *från 1976 till 1988 även känt som Västtyskland |
| Polen      | Kvalgrupp D, tvåa    | 11 oktober 2015      | 2 (2008, 2012) |
| England    | Kvalgrupp E, vinnare | 5 september 2015     | 8 (1968, 1980, 1988, 1992, 1996, 2000, 2004, 2012)                                                                         |
| Schweiz    | Kvalgrupp E, tvåa    | 9 oktober 2015       | 3 (1996, 2004, 2008) |
| Nordirland | Kvalgrupp F, vinnare | 8 oktober 2015       | 0 (debut) |
| Rumänien   | Kvalgrupp F, tvåa    | 11 oktober 2015      | 4 (1984, 1996, 2000, 2008)                                                                                                 |
| Österrike  | Kvalgrupp G, vinnare | 8 september 2015     | 1 (2008) |
| Ryssland   | Kvalgrupp G, tvåa    | 12 oktober 2015      | 10 (1960, 1964, 1968, 1972, 1988, 1992, 1996, 2004, 2008, 2012)                                                            |
| Italien    | Kvalgrupp H, vinnare | 10 oktober 2015      | 8 (1968, 1980, 1988, 1996, 2000, 2004, 2008, 2012)                                                                         |
| Kroatien   | Kvalgrupp H, tvåa    | 13 oktober 2015      | 4 (1996, 2004, 2008, 2012)                                                                                                 |
| Portugal   | Kvalgrupp I, vinnare | 8 oktober 2015       | 6 (1984, 1996, 2000, 2004, 2008, 2012)                                                                                     |
| Albanien   | Kvalgrupp I, tvåa    | 11 oktober 2015      | 0 (debut) |
| Turkiet    | Bästa grupptrea      | 13 oktober 2015      | 3 (1996, 2000, 2008) |
| Ungern     | Playoffvinnare       | 15 november 2015     | 2 (1964, 1972) |
| Irland     | Playoffvinnare       | 16 november 2015     | 2 (1988, 2012) |
| Sverige    | Playoffvinnare       | 17 november 2015     | 5 (1992, 2000, 2004, 2008, 2012)                                                                                           |
| Ukraina    | Playoffvinnare       | 17 november 2015     | 1 (2012) |

## Inför turneringen

### Lottning av grupperna
De 24 lag som kvalificerade sig till turneringen delades in i fyra seedningsgrupper. Lottningen till grupperna skedde den 12 december 2015 i Paris. Värdnationen Frankrike var redan tidigare placerad i grupp A. Ett lag från varje seedningsgrupp drogs så att lag i samma seedningsgrupp inte kunde mötas i gruppspelet.
|                  | A          | B         | C          | D        | E       | F         |
| ---------------- | ---------- | --------- | ---------- | -------- | ------- | --------- |
| Seedningsgrupp 1 | Frankrike1 | England   | Tyskland   | Spanien  | Belgien | Portugal  |
| Seedningsgrupp 2 | Schweiz    | Ryssland  | Ukraina    | Kroatien | Italien | Österrike |
| Seedningsgrupp 3 | Rumänien   | Slovakien | Polen      | Tjeckien | Sverige | Ungern    |
| Seedningsgrupp 4 | Albanien   | Wales     | Nordirland | Turkiet  | Irland  | Island    |

1 Automatiskt kvalificerade i egenskap av värdnation

### Spelartrupper
Varje nation var tvungen att lämna in en trupplista på 23 spelare, varav tre skulle vara målvakter, senast den 31 maj 2016.

## Matchinfo

### Matcher
Under turneringen avgjordes 51 matcher. Ingen match om tredje pris har spelats sedan 1980 mellan förlorarna av de båda semifinalerna.

### Gruppspel
De två främsta i varje grupp samt de fyra bästa treorna gick vidare till slutspelet.

#### Placeringskriterier
Om två eller fler lag hamnade på samma poäng avgjordes tabellplaceringarna i tur och ordning efter följande kriterier:
1. Flest antal poäng i matcherna mellan de berörda lagen
2. Bäst målskillnad i matcherna mellan de berörda lagen
3. Flest gjorda mål i matcherna mellan de berörda lagen
4. Eventuell straffsparksläggning: Om två lag spelar oavgjort i sista gruppspelsmatchen och med det slutar på samma poäng, målskillnad och antal gjorda mål avgörs deras slutliga placeringar genom en straffsparksläggning direkt efter matchen – förutsatt att inte fler lag hamnat på samma poäng, målskillnad och gjorda mål.
5. Bäst målskillnad efter alla matcher i gruppspelet
6. Flest gjorda mål efter alla matcher i gruppspelet
7. Högst fair play-poäng efter alla gruppmatcher
8. Bäst placering enligt Uefa-koefficient

Fair play-poäng
Lagen utvärderades och poängbedömdes i varje match enligt sex olika kriterier:
1. Gula/röda kort ger 10 startpoäng som sedan minskas med 1 poäng för varje gult och 3 poäng för varje rött kort (två gula kort som ger automatiskt rött kort räknas endast som 3 poäng).
2. Positivt spel ger mellan 1 och 10 poäng bedömt efter hur attraktivt laget har presterat.
3. Respekt för motståndaren ger mellan 1 och 5 poäng baserat på hur väl laget respekterat spelets regler och motståndaren.
4. Respekt för domarna ger mellan 1 och 5 poäng baserat på hur väl laget respekterat domarteamet och dess beslut.
5. Lagledningens uppförande ger mellan 1 och 5 poäng baserat på hur väl lagledningen uppträtt.
6. Publikens uppförande ger mellan 1 och 5 poäng baserat på hur väl publiken uppfört sig (räknas bara om ett "väsentligt" antal supportrar till laget funnits närvarande).

Lagets sammanlagda poäng delades med den totala möjliga poängsumman (40, eller 35 om "väsentlig" publik saknas) och multiplicerades med 10 vilket gav matchens fair play-poäng till laget (maximalt 10,0).

## Gruppspel

### Grupp A
| Nr | Lag       | S | V | O | F | GM | IM | MS | P |
| -- | --------- | - | - | - | - | -- | -- | -- | - |
| 1  | Frankrike | 3 | 2 | 1 | 0 | 4  | 1  | +3 | 7 |
| 2  | Schweiz   | 3 | 1 | 2 | 0 | 2  | 1  | +1 | 5 |
| 3  | Albanien  | 3 | 1 | 0 | 2 | 1  | 3  | −2 | 3 |
| 4  | Rumänien  | 3 | 0 | 1 | 2 | 2  | 4  | −2 | 1 |

| 1           | 10 juni 2016 | Frankrike                            | 2 – 1           | Rumänien                 | Stade de France                                           |                                                           |
| 21:00 UTC+2 | 21:00 UTC+2  | Olivier Giroud 57′ Dimitri Payet 89′ | (0 – 0) Rapport | 65′ (str.) Bogdan Stancu | Saint-Denis Publik: 75 113 Domare: Viktor Kassai (Ungern) | Saint-Denis Publik: 75 113 Domare: Viktor Kassai (Ungern) |
| 21:00 UTC+2 | 21:00 UTC+2  |                                      |                 |                          | Saint-Denis Publik: 75 113 Domare: Viktor Kassai (Ungern) | Saint-Denis Publik: 75 113 Domare: Viktor Kassai (Ungern) |
| 21:00 UTC+2 | 21:00 UTC+2  |                                      |                 |                          | Saint-Denis Publik: 75 113 Domare: Viktor Kassai (Ungern) | Saint-Denis Publik: 75 113 Domare: Viktor Kassai (Ungern) |

| 2           | 11 juni 2016 | Albanien | 0 – 1           | Schweiz         | Stade Bollaert-Delelis                                        |                                                               |
| 15:00 UTC+2 | 15:00 UTC+2  |          | (0 – 1) Rapport | 5′ Fabian Schär | Lens Publik: 33 805 Domare: Carlos Velasco Carballo (Spanien) | Lens Publik: 33 805 Domare: Carlos Velasco Carballo (Spanien) |
| 15:00 UTC+2 | 15:00 UTC+2  |          |                 |                 | Lens Publik: 33 805 Domare: Carlos Velasco Carballo (Spanien) | Lens Publik: 33 805 Domare: Carlos Velasco Carballo (Spanien) |
| 15:00 UTC+2 | 15:00 UTC+2  |          |                 |                 | Lens Publik: 33 805 Domare: Carlos Velasco Carballo (Spanien) | Lens Publik: 33 805 Domare: Carlos Velasco Carballo (Spanien) |

| 14          | 15 juni 2016 | Rumänien                 | 1 – 1           | Schweiz           | Parc des Princes                                       |                                                        |
| 18:00 UTC+2 | 18:00 UTC+2  | Bogdan Stancu 18′ (str.) | (1 – 0) Rapport | 57′ Admir Mehmedi | Paris Publik: 43 576 Domare: Sergej Karasev (Ryssland) | Paris Publik: 43 576 Domare: Sergej Karasev (Ryssland) |
| 18:00 UTC+2 | 18:00 UTC+2  |                          |                 |                   | Paris Publik: 43 576 Domare: Sergej Karasev (Ryssland) | Paris Publik: 43 576 Domare: Sergej Karasev (Ryssland) |
| 18:00 UTC+2 | 18:00 UTC+2  |                          |                 |                   | Paris Publik: 43 576 Domare: Sergej Karasev (Ryssland) | Paris Publik: 43 576 Domare: Sergej Karasev (Ryssland) |

| 15          | 15 juni 2016 | Frankrike                                 | 2 – 0           | Albanien | Stade Vélodrome                                            |                                                            |
| 21:00 UTC+2 | 21:00 UTC+2  | Antoine Griezmann 90′ Dimitri Payet 90+6′ | (0 – 0) Rapport |          | Marseille Publik: 63 670 Domare: Willie Collum (Skottland) | Marseille Publik: 63 670 Domare: Willie Collum (Skottland) |
| 21:00 UTC+2 | 21:00 UTC+2  |                                           |                 |          | Marseille Publik: 63 670 Domare: Willie Collum (Skottland) | Marseille Publik: 63 670 Domare: Willie Collum (Skottland) |
| 21:00 UTC+2 | 21:00 UTC+2  |                                           |                 |          | Marseille Publik: 63 670 Domare: Willie Collum (Skottland) | Marseille Publik: 63 670 Domare: Willie Collum (Skottland) |

| 25          | 19 juni 2016 | Rumänien | 0 – 1           | Albanien           | Parc Olympique Lyonnais                               |                                                       |
| 21:00 UTC+2 | 21:00 UTC+2  |          | (0 – 1) Rapport | 43′ Armando Sadiku | Lyon Publik: 49 752 Domare: Pavel Královec (Tjeckien) | Lyon Publik: 49 752 Domare: Pavel Královec (Tjeckien) |
| 21:00 UTC+2 | 21:00 UTC+2  |          |                 |                    | Lyon Publik: 49 752 Domare: Pavel Královec (Tjeckien) | Lyon Publik: 49 752 Domare: Pavel Královec (Tjeckien) |
| 21:00 UTC+2 | 21:00 UTC+2  |          |                 |                    | Lyon Publik: 49 752 Domare: Pavel Královec (Tjeckien) | Lyon Publik: 49 752 Domare: Pavel Královec (Tjeckien) |

| 26          | 19 juni 2016 | Schweiz | 0 – 0   | Frankrike | Stade Pierre-Mauroy                                    |                                                        |
| 21:00 UTC+2 | 21:00 UTC+2  |         | Rapport |           | Lille Publik: 45 616 Domare: Damir Skomina (Slovenien) | Lille Publik: 45 616 Domare: Damir Skomina (Slovenien) |
| 21:00 UTC+2 | 21:00 UTC+2  |         |         |           | Lille Publik: 45 616 Domare: Damir Skomina (Slovenien) | Lille Publik: 45 616 Domare: Damir Skomina (Slovenien) |
| 21:00 UTC+2 | 21:00 UTC+2  |         |         |           | Lille Publik: 45 616 Domare: Damir Skomina (Slovenien) | Lille Publik: 45 616 Domare: Damir Skomina (Slovenien) |

### Grupp B
| Nr | Lag       | S | V | O | F | GM | IM | MS | P |
| -- | --------- | - | - | - | - | -- | -- | -- | - |
| 1  | Wales     | 3 | 2 | 0 | 1 | 6  | 3  | +3 | 6 |
| 2  | England   | 3 | 1 | 2 | 0 | 3  | 2  | +1 | 5 |
| 3  | Slovakien | 3 | 1 | 1 | 1 | 3  | 3  | 0  | 4 |
| 4  | Ryssland  | 3 | 0 | 1 | 2 | 2  | 6  | −4 | 1 |

| 3           | 11 juni 2016 | Wales                               | 2 – 1           | Slovakien       | Nouveau Stade de Bordeaux                                 |                                                           |
| 18:00 UTC+2 | 18:00 UTC+2  | Gareth Bale 10′ Hal Robson-Kanu 81′ | (1 – 0) Rapport | 61′ Ondrej Duda | Bordeaux Publik: 37 831 Domare: Svein Oddvar Moen (Norge) | Bordeaux Publik: 37 831 Domare: Svein Oddvar Moen (Norge) |
| 18:00 UTC+2 | 18:00 UTC+2  |                                     |                 |                 | Bordeaux Publik: 37 831 Domare: Svein Oddvar Moen (Norge) | Bordeaux Publik: 37 831 Domare: Svein Oddvar Moen (Norge) |
| 18:00 UTC+2 | 18:00 UTC+2  |                                     |                 |                 | Bordeaux Publik: 37 831 Domare: Svein Oddvar Moen (Norge) | Bordeaux Publik: 37 831 Domare: Svein Oddvar Moen (Norge) |

| 4           | 11 juni 2016 | England       | 1 – 1           | Ryssland                  | Stade Vélodrome                                           |                                                           |
| 21:00 UTC+2 | 21:00 UTC+2  | Eric Dier 73′ | (0 – 0) Rapport | 90+2′ Vasilij Berezutskij | Marseille Publik: 62 343 Domare: Nicola Rizzoli (Italien) | Marseille Publik: 62 343 Domare: Nicola Rizzoli (Italien) |
| 21:00 UTC+2 | 21:00 UTC+2  |               |                 |                           | Marseille Publik: 62 343 Domare: Nicola Rizzoli (Italien) | Marseille Publik: 62 343 Domare: Nicola Rizzoli (Italien) |
| 21:00 UTC+2 | 21:00 UTC+2  |               |                 |                           | Marseille Publik: 62 343 Domare: Nicola Rizzoli (Italien) | Marseille Publik: 62 343 Domare: Nicola Rizzoli (Italien) |

| 13          | 15 juni 2016 | Ryssland            | 1 – 2           | Slovakien                           | Stade Pierre-Mauroy                                    |                                                        |
| 15:00 UTC+2 | 15:00 UTC+2  | Denis Glusjakov 80′ | (0 – 2) Rapport | 32′ Vladimír Weiss 45′ Marek Hamšík | Lille Publik: 38 989 Domare: Damir Skomina (Slovenien) | Lille Publik: 38 989 Domare: Damir Skomina (Slovenien) |
| 15:00 UTC+2 | 15:00 UTC+2  |                     |                 |                                     | Lille Publik: 38 989 Domare: Damir Skomina (Slovenien) | Lille Publik: 38 989 Domare: Damir Skomina (Slovenien) |
| 15:00 UTC+2 | 15:00 UTC+2  |                     |                 |                                     | Lille Publik: 38 989 Domare: Damir Skomina (Slovenien) | Lille Publik: 38 989 Domare: Damir Skomina (Slovenien) |

| 16          | 16 juni 2016 | England                                | 2 – 1           | Wales           | Stade Bollaert-Delelis                             |                                                    |
| 15:00 UTC+2 | 15:00 UTC+2  | Jamie Vardy 56′ Daniel Sturridge 90+2′ | (0 – 1) Rapport | 42′ Gareth Bale | Lens Publik: 34 033 Domare: Felix Brych (Tyskland) | Lens Publik: 34 033 Domare: Felix Brych (Tyskland) |
| 15:00 UTC+2 | 15:00 UTC+2  |                                        |                 |                 | Lens Publik: 34 033 Domare: Felix Brych (Tyskland) | Lens Publik: 34 033 Domare: Felix Brych (Tyskland) |
| 15:00 UTC+2 | 15:00 UTC+2  |                                        |                 |                 | Lens Publik: 34 033 Domare: Felix Brych (Tyskland) | Lens Publik: 34 033 Domare: Felix Brych (Tyskland) |

| 27          | 20 juni 2016 | Ryssland | 0 – 3           | Wales                                           | Stadium Municipal de Toulouse                            |                                                          |
| 21:00 UTC+2 | 21:00 UTC+2  |          | (0 – 2) Rapport | 11′ Aaron Ramsey 20′ Neil Taylor 67′Gareth Bale | Toulouse Publik: 28 840 Domare: Jonas Eriksson (Sverige) | Toulouse Publik: 28 840 Domare: Jonas Eriksson (Sverige) |
| 21:00 UTC+2 | 21:00 UTC+2  |          |                 |                                                 | Toulouse Publik: 28 840 Domare: Jonas Eriksson (Sverige) | Toulouse Publik: 28 840 Domare: Jonas Eriksson (Sverige) |
| 21:00 UTC+2 | 21:00 UTC+2  |          |                 |                                                 | Toulouse Publik: 28 840 Domare: Jonas Eriksson (Sverige) | Toulouse Publik: 28 840 Domare: Jonas Eriksson (Sverige) |

| 28          | 20 juni 2016 | Slovakien | 0 – 0   | England | Stade Geoffroy-Guichard                                                |                                                                        |
| 21:00 UTC+2 | 21:00 UTC+2  |           | Rapport |         | Saint-Étienne Publik: 39 051 Domare: Carlos Velasco Carballo (Spanien) | Saint-Étienne Publik: 39 051 Domare: Carlos Velasco Carballo (Spanien) |
| 21:00 UTC+2 | 21:00 UTC+2  |           |         |         | Saint-Étienne Publik: 39 051 Domare: Carlos Velasco Carballo (Spanien) | Saint-Étienne Publik: 39 051 Domare: Carlos Velasco Carballo (Spanien) |
| 21:00 UTC+2 | 21:00 UTC+2  |           |         |         | Saint-Étienne Publik: 39 051 Domare: Carlos Velasco Carballo (Spanien) | Saint-Étienne Publik: 39 051 Domare: Carlos Velasco Carballo (Spanien) |

### Grupp C
| Nr | Lag        | S | V | O | F | GM | IM | MS | P |
| -- | ---------- | - | - | - | - | -- | -- | -- | - |
| 1  | Tyskland   | 3 | 2 | 1 | 0 | 3  | 0  | +3 | 7 |
| 2  | Polen      | 3 | 2 | 1 | 0 | 2  | 0  | +2 | 7 |
| 3  | Nordirland | 3 | 1 | 0 | 2 | 2  | 2  | 0  | 3 |
| 4  | Ukraina    | 3 | 0 | 0 | 3 | 0  | 5  | −5 | 0 |

| 6           | 12 juni 2016 | Polen               | 1 – 0           | Nordirland | Allianz Riviera                                       |                                                       |
| 18:00 UTC+2 | 18:00 UTC+2  | Arkadiusz Milik 51′ | (0 – 0) Rapport |            | Nice Publik: 33 742 Domare: Ovidiu Hațegan (Rumänien) | Nice Publik: 33 742 Domare: Ovidiu Hațegan (Rumänien) |
| 18:00 UTC+2 | 18:00 UTC+2  |                     |                 |            | Nice Publik: 33 742 Domare: Ovidiu Hațegan (Rumänien) | Nice Publik: 33 742 Domare: Ovidiu Hațegan (Rumänien) |
| 18:00 UTC+2 | 18:00 UTC+2  |                     |                 |            | Nice Publik: 33 742 Domare: Ovidiu Hațegan (Rumänien) | Nice Publik: 33 742 Domare: Ovidiu Hațegan (Rumänien) |

| 7           | 12 juni 2016 | Tyskland                                          | 2 – 0           | Ukraina | Stade Pierre-Mauroy                                    |                                                        |
| 21:00 UTC+2 | 21:00 UTC+2  | Shkodran Mustafi 19′ Bastian Schweinsteiger 90+2′ | (1 – 0) Rapport |         | Lille Publik: 43 035 Domare: Martin Atkinson (England) | Lille Publik: 43 035 Domare: Martin Atkinson (England) |
| 21:00 UTC+2 | 21:00 UTC+2  |                                                   |                 |         | Lille Publik: 43 035 Domare: Martin Atkinson (England) | Lille Publik: 43 035 Domare: Martin Atkinson (England) |
| 21:00 UTC+2 | 21:00 UTC+2  |                                                   |                 |         | Lille Publik: 43 035 Domare: Martin Atkinson (England) | Lille Publik: 43 035 Domare: Martin Atkinson (England) |

| 17          | 16 juni 2016 | Ukraina | 0 – 2           | Nordirland                            | Parc Olympique Lyonnais                               |                                                       |
| 18:00 UTC+2 | 18:00 UTC+2  |         | (0 – 0) Rapport | 49′ Gareth McAuley 90+6′ Niall McGinn | Lyon Publik: 51 043 Domare: Pavel Královec (Tjeckien) | Lyon Publik: 51 043 Domare: Pavel Královec (Tjeckien) |
| 18:00 UTC+2 | 18:00 UTC+2  |         |                 |                                       | Lyon Publik: 51 043 Domare: Pavel Královec (Tjeckien) | Lyon Publik: 51 043 Domare: Pavel Královec (Tjeckien) |
| 18:00 UTC+2 | 18:00 UTC+2  |         |                 |                                       | Lyon Publik: 51 043 Domare: Pavel Královec (Tjeckien) | Lyon Publik: 51 043 Domare: Pavel Královec (Tjeckien) |

| 18          | 16 juni 2016 | Tyskland | 0 – 0   | Polen | Stade de France                                                  |                                                                  |
| 21:00 UTC+2 | 21:00 UTC+2  |          | Rapport |       | Saint-Denis Publik: 73 648 Domare: Björn Kuipers (Nederländerna) | Saint-Denis Publik: 73 648 Domare: Björn Kuipers (Nederländerna) |
| 21:00 UTC+2 | 21:00 UTC+2  |          |         |       | Saint-Denis Publik: 73 648 Domare: Björn Kuipers (Nederländerna) | Saint-Denis Publik: 73 648 Domare: Björn Kuipers (Nederländerna) |
| 21:00 UTC+2 | 21:00 UTC+2  |          |         |       | Saint-Denis Publik: 73 648 Domare: Björn Kuipers (Nederländerna) | Saint-Denis Publik: 73 648 Domare: Björn Kuipers (Nederländerna) |

| 29          | 21 juni 2016 | Ukraina | 0 – 1           | Polen                    | Stade Vélodrome                                            |                                                            |
| 18:00 UTC+2 | 18:00 UTC+2  |         | (0 – 0) Rapport | 54′ Jakub Błaszczykowski | Marseille Publik: 58 874 Domare: Svein Oddvar Moen (Norge) | Marseille Publik: 58 874 Domare: Svein Oddvar Moen (Norge) |
| 18:00 UTC+2 | 18:00 UTC+2  |         |                 |                          | Marseille Publik: 58 874 Domare: Svein Oddvar Moen (Norge) | Marseille Publik: 58 874 Domare: Svein Oddvar Moen (Norge) |
| 18:00 UTC+2 | 18:00 UTC+2  |         |                 |                          | Marseille Publik: 58 874 Domare: Svein Oddvar Moen (Norge) | Marseille Publik: 58 874 Domare: Svein Oddvar Moen (Norge) |

| 30          | 21 juni 2016 | Nordirland | 0 – 1           | Tyskland        | Parc des Princes                                        |                                                         |
| 18:00 UTC+2 | 18:00 UTC+2  |            | (0 – 1) Rapport | 30′ Mario Gómez | Paris Publik: 44 125 Domare: Clément Turpin (Frankrike) | Paris Publik: 44 125 Domare: Clément Turpin (Frankrike) |
| 18:00 UTC+2 | 18:00 UTC+2  |            |                 |                 | Paris Publik: 44 125 Domare: Clément Turpin (Frankrike) | Paris Publik: 44 125 Domare: Clément Turpin (Frankrike) |
| 18:00 UTC+2 | 18:00 UTC+2  |            |                 |                 | Paris Publik: 44 125 Domare: Clément Turpin (Frankrike) | Paris Publik: 44 125 Domare: Clément Turpin (Frankrike) |

### Grupp D
| Nr | Lag      | S | V | O | F | GM | IM | MS | P |
| -- | -------- | - | - | - | - | -- | -- | -- | - |
| 1  | Kroatien | 3 | 2 | 1 | 0 | 5  | 3  | +2 | 7 |
| 2  | Spanien  | 3 | 2 | 0 | 1 | 5  | 2  | +3 | 6 |
| 3  | Turkiet  | 3 | 1 | 0 | 2 | 2  | 4  | −2 | 3 |
| 4  | Tjeckien | 3 | 0 | 1 | 2 | 2  | 5  | −3 | 1 |

| 5           | 12 juni 2016 | Turkiet | 0 – 1           | Kroatien        | Parc des Princes                                      |                                                       |
| 15:00 UTC+2 | 15:00 UTC+2  |         | (0 – 1) Rapport | 41′ Luka Modrić | Paris Publik: 43 842 Domare: Jonas Eriksson (Sverige) | Paris Publik: 43 842 Domare: Jonas Eriksson (Sverige) |
| 15:00 UTC+2 | 15:00 UTC+2  |         |                 |                 | Paris Publik: 43 842 Domare: Jonas Eriksson (Sverige) | Paris Publik: 43 842 Domare: Jonas Eriksson (Sverige) |
| 15:00 UTC+2 | 15:00 UTC+2  |         |                 |                 | Paris Publik: 43 842 Domare: Jonas Eriksson (Sverige) | Paris Publik: 43 842 Domare: Jonas Eriksson (Sverige) |

| 8           | 13 juni 2016 | Spanien          | 1 – 0           | Tjeckien | Stadium Municipal de Toulouse                            |                                                          |
| 15:00 UTC+2 | 15:00 UTC+2  | Gerard Piqué 87′ | (0 – 0) Rapport |          | Toulouse Publik: 29 400 Domare: Szymon Marciniak (Polen) | Toulouse Publik: 29 400 Domare: Szymon Marciniak (Polen) |
| 15:00 UTC+2 | 15:00 UTC+2  |                  |                 |          | Toulouse Publik: 29 400 Domare: Szymon Marciniak (Polen) | Toulouse Publik: 29 400 Domare: Szymon Marciniak (Polen) |
| 15:00 UTC+2 | 15:00 UTC+2  |                  |                 |          | Toulouse Publik: 29 400 Domare: Szymon Marciniak (Polen) | Toulouse Publik: 29 400 Domare: Szymon Marciniak (Polen) |

| 20          | 17 juni 2016 | Tjeckien                                 | 2 – 2           | Kroatien                          | Stade Geoffroy-Guichard                                         |                                                                 |
| 18:00 UTC+2 | 18:00 UTC+2  | Milan Škoda 76′ Tomáš Necid 90+3′ (str.) | (0 – 1) Rapport | 37′ Ivan Perišić 59′ Ivan Rakitić | Saint-Étienne Publik: 38 376 Domare: Mark Clattenburg (England) | Saint-Étienne Publik: 38 376 Domare: Mark Clattenburg (England) |
| 18:00 UTC+2 | 18:00 UTC+2  |                                          |                 |                                   | Saint-Étienne Publik: 38 376 Domare: Mark Clattenburg (England) | Saint-Étienne Publik: 38 376 Domare: Mark Clattenburg (England) |
| 18:00 UTC+2 | 18:00 UTC+2  |                                          |                 |                                   | Saint-Étienne Publik: 38 376 Domare: Mark Clattenburg (England) | Saint-Étienne Publik: 38 376 Domare: Mark Clattenburg (England) |

| 21          | 17 juni 2016 | Spanien                           | 3 – 0           | Turkiet | Allianz Riviera                                     |                                                     |
| 21:00 UTC+2 | 21:00 UTC+2  | Álvaro Morata 34′, 48′ Nolito 37′ | (2 – 0) Rapport |         | Nice Publik: 33 409 Domare: Milorad Mažić (Serbien) | Nice Publik: 33 409 Domare: Milorad Mažić (Serbien) |
| 21:00 UTC+2 | 21:00 UTC+2  |                                   |                 |         | Nice Publik: 33 409 Domare: Milorad Mažić (Serbien) | Nice Publik: 33 409 Domare: Milorad Mažić (Serbien) |
| 21:00 UTC+2 | 21:00 UTC+2  |                                   |                 |         | Nice Publik: 33 409 Domare: Milorad Mažić (Serbien) | Nice Publik: 33 409 Domare: Milorad Mažić (Serbien) |

| 31          | 21 juni 2016 | Tjeckien | 0 – 2           | Turkiet                         | Stade Bollaert-Delelis                                 |                                                        |
| 21:00 UTC+2 | 21:00 UTC+2  |          | (0 – 1) Rapport | 10′ Burak Yılmaz 65′ Ozan Tufan | Lens Publik: 32 836 Domare: William Collum (Skottland) | Lens Publik: 32 836 Domare: William Collum (Skottland) |
| 21:00 UTC+2 | 21:00 UTC+2  |          |                 |                                 | Lens Publik: 32 836 Domare: William Collum (Skottland) | Lens Publik: 32 836 Domare: William Collum (Skottland) |
| 21:00 UTC+2 | 21:00 UTC+2  |          |                 |                                 | Lens Publik: 32 836 Domare: William Collum (Skottland) | Lens Publik: 32 836 Domare: William Collum (Skottland) |

| 32          | 21 juni 2016 | Kroatien                            | 2 – 1           | Spanien          | Matmut Atlantique                                             |                                                               |
| 21:00 UTC+2 | 21:00 UTC+2  | Nikola Kalinić 45′ Ivan Perišić 87′ | (1 – 1) Rapport | 7′ Álvaro Morata | Bordeaux Publik: 37 245 Domare: Björn Kuipers (Nederländerna) | Bordeaux Publik: 37 245 Domare: Björn Kuipers (Nederländerna) |
| 21:00 UTC+2 | 21:00 UTC+2  |                                     |                 |                  | Bordeaux Publik: 37 245 Domare: Björn Kuipers (Nederländerna) | Bordeaux Publik: 37 245 Domare: Björn Kuipers (Nederländerna) |
| 21:00 UTC+2 | 21:00 UTC+2  |                                     |                 |                  | Bordeaux Publik: 37 245 Domare: Björn Kuipers (Nederländerna) | Bordeaux Publik: 37 245 Domare: Björn Kuipers (Nederländerna) |

### Grupp E
| Nr | Lag     | S | V | O | F | GM | IM | MS | P |
| -- | ------- | - | - | - | - | -- | -- | -- | - |
| 1  | Italien | 3 | 2 | 0 | 1 | 3  | 1  | +2 | 6 |
| 2  | Belgien | 3 | 2 | 0 | 1 | 4  | 2  | +2 | 6 |
| 3  | Irland  | 3 | 1 | 1 | 1 | 2  | 4  | −2 | 4 |
| 4  | Sverige | 3 | 0 | 1 | 2 | 1  | 3  | −2 | 1 |

| 9           | 13 juni 2016 | Irland           | 1 – 1           | Sverige                 | Stade de France                                            |                                                            |
| 18:00 UTC+2 | 18:00 UTC+2  | Wes Hoolahan 48′ | (0 – 0) Rapport | 71′ (sjm.) Ciaran Clark | Saint-Denis Publik: 73 419 Domare: Milorad Mažić (Serbien) | Saint-Denis Publik: 73 419 Domare: Milorad Mažić (Serbien) |
| 18:00 UTC+2 | 18:00 UTC+2  |                  |                 |                         | Saint-Denis Publik: 73 419 Domare: Milorad Mažić (Serbien) | Saint-Denis Publik: 73 419 Domare: Milorad Mažić (Serbien) |
| 18:00 UTC+2 | 18:00 UTC+2  |                  |                 |                         | Saint-Denis Publik: 73 419 Domare: Milorad Mažić (Serbien) | Saint-Denis Publik: 73 419 Domare: Milorad Mažić (Serbien) |

| 10          | 13 juni 2016 | Belgien | 0 – 2           | Italien                                       | Parc Olympique Lyonnais                                |                                                        |
| 21:00 UTC+2 | 21:00 UTC+2  |         | (0 – 1) Rapport | 32′ Emanuele Giaccherini 90+3′ Graziano Pellè | Lyon Publik: 55 408 Domare: Mark Clattenburg (England) | Lyon Publik: 55 408 Domare: Mark Clattenburg (England) |
| 21:00 UTC+2 | 21:00 UTC+2  |         |                 |                                               | Lyon Publik: 55 408 Domare: Mark Clattenburg (England) | Lyon Publik: 55 408 Domare: Mark Clattenburg (England) |
| 21:00 UTC+2 | 21:00 UTC+2  |         |                 |                                               | Lyon Publik: 55 408 Domare: Mark Clattenburg (England) | Lyon Publik: 55 408 Domare: Mark Clattenburg (England) |

| 19          | 17 juni 2016 | Italien  | 1 – 0           | Sverige | Stadium Municipal de Toulouse                          |                                                        |
| 15:00 UTC+2 | 15:00 UTC+2  | Éder 88′ | (0 – 0) Rapport |         | Toulouse Publik: 29 600 Domare: Viktor Kassai (Ungern) | Toulouse Publik: 29 600 Domare: Viktor Kassai (Ungern) |
| 15:00 UTC+2 | 15:00 UTC+2  |          |                 |         | Toulouse Publik: 29 600 Domare: Viktor Kassai (Ungern) | Toulouse Publik: 29 600 Domare: Viktor Kassai (Ungern) |
| 15:00 UTC+2 | 15:00 UTC+2  |          |                 |         | Toulouse Publik: 29 600 Domare: Viktor Kassai (Ungern) | Toulouse Publik: 29 600 Domare: Viktor Kassai (Ungern) |

| 22          | 18 juni 2016 | Belgien                                | 3 – 0           | Irland | Matmut Atlantique                                      |                                                        |
| 15:00 UTC+2 | 15:00 UTC+2  | Romelu Lukaku 48′, 70′ Axel Witsel 61′ | (0 – 0) Rapport |        | Bordeaux Publik: 39 493 Domare: Cüneyt Çakır (Turkiet) | Bordeaux Publik: 39 493 Domare: Cüneyt Çakır (Turkiet) |
| 15:00 UTC+2 | 15:00 UTC+2  |                                        |                 |        | Bordeaux Publik: 39 493 Domare: Cüneyt Çakır (Turkiet) | Bordeaux Publik: 39 493 Domare: Cüneyt Çakır (Turkiet) |
| 15:00 UTC+2 | 15:00 UTC+2  |                                        |                 |        | Bordeaux Publik: 39 493 Domare: Cüneyt Çakır (Turkiet) | Bordeaux Publik: 39 493 Domare: Cüneyt Çakır (Turkiet) |

| 35          | 22 juni 2016 | Italien | 0 – 1           | Irland           | Stade Pierre-Mauroy                                    |                                                        |
| 21:00 UTC+2 | 21:00 UTC+2  |         | (0 – 0) Rapport | 85′ Robbie Brady | Lille Publik: 44 268 Domare: Ovidiu Hațegan (Rumänien) | Lille Publik: 44 268 Domare: Ovidiu Hațegan (Rumänien) |
| 21:00 UTC+2 | 21:00 UTC+2  |         |                 |                  | Lille Publik: 44 268 Domare: Ovidiu Hațegan (Rumänien) | Lille Publik: 44 268 Domare: Ovidiu Hațegan (Rumänien) |
| 21:00 UTC+2 | 21:00 UTC+2  |         |                 |                  | Lille Publik: 44 268 Domare: Ovidiu Hațegan (Rumänien) | Lille Publik: 44 268 Domare: Ovidiu Hațegan (Rumänien) |

| 36          | 22 juni 2016 | Sverige | 0 – 1           | Belgien              | Allianz Riviera                                    |                                                    |
| 21:00 UTC+2 | 21:00 UTC+2  |         | (0 – 0) Rapport | 84′ Radja Nainggolan | Nice Publik: 34 011 Domare: Felix Brych (Tyskland) | Nice Publik: 34 011 Domare: Felix Brych (Tyskland) |
| 21:00 UTC+2 | 21:00 UTC+2  |         |                 |                      | Nice Publik: 34 011 Domare: Felix Brych (Tyskland) | Nice Publik: 34 011 Domare: Felix Brych (Tyskland) |
| 21:00 UTC+2 | 21:00 UTC+2  |         |                 |                      | Nice Publik: 34 011 Domare: Felix Brych (Tyskland) | Nice Publik: 34 011 Domare: Felix Brych (Tyskland) |

### Grupp F
| Nr | Lag       | S | V | O | F | GM | IM | MS | P |
| -- | --------- | - | - | - | - | -- | -- | -- | - |
| 1  | Ungern    | 3 | 1 | 2 | 0 | 6  | 4  | +2 | 5 |
| 2  | Island    | 3 | 1 | 2 | 0 | 4  | 3  | +1 | 5 |
| 3  | Portugal  | 3 | 0 | 3 | 0 | 4  | 4  | 0  | 3 |
| 4  | Österrike | 3 | 0 | 1 | 2 | 1  | 4  | −3 | 1 |

| 11          | 14 juni 2016 | Österrike | 0 – 2           | Ungern                             | Nouveau Stade de Bordeaux                                  |                                                            |
| 18:00 UTC+2 | 18:00 UTC+2  |           | (0 – 0) Rapport | 62′ Ádám Szalai 87′ Zoltán Stieber | Bordeaux Publik: 34 424 Domare: Clément Turpin (Frankrike) | Bordeaux Publik: 34 424 Domare: Clément Turpin (Frankrike) |
| 18:00 UTC+2 | 18:00 UTC+2  |           |                 |                                    | Bordeaux Publik: 34 424 Domare: Clément Turpin (Frankrike) | Bordeaux Publik: 34 424 Domare: Clément Turpin (Frankrike) |
| 18:00 UTC+2 | 18:00 UTC+2  |           |                 |                                    | Bordeaux Publik: 34 424 Domare: Clément Turpin (Frankrike) | Bordeaux Publik: 34 424 Domare: Clément Turpin (Frankrike) |

| 12          | 14 juni 2016 | Portugal | 1 – 1           | Island               | Stade Geoffroy-Guichard                                     |                                                             |
| 21:00 UTC+2 | 21:00 UTC+2  | Nani 31′ | (1 – 0) Rapport | 50′ Birkir Bjarnason | Saint-Étienne Publik: 38 742 Domare: Cüneyt Çakır (Turkiet) | Saint-Étienne Publik: 38 742 Domare: Cüneyt Çakır (Turkiet) |
| 21:00 UTC+2 | 21:00 UTC+2  |          |                 |                      | Saint-Étienne Publik: 38 742 Domare: Cüneyt Çakır (Turkiet) | Saint-Étienne Publik: 38 742 Domare: Cüneyt Çakır (Turkiet) |
| 21:00 UTC+2 | 21:00 UTC+2  |          |                 |                      | Saint-Étienne Publik: 38 742 Domare: Cüneyt Çakır (Turkiet) | Saint-Étienne Publik: 38 742 Domare: Cüneyt Çakır (Turkiet) |

| 23          | 18 juni 2016 | Island                      | 1 – 1           | Ungern                          | Stade Vélodrome                                            |                                                            |
| 18:00 UTC+2 | 18:00 UTC+2  | Gylfi Sigurðsson 40′ (str.) | (1 – 0) Rapport | 88′ (sjm.) Birkir Már Sævarsson | Marseille Publik: 60 842 Domare: Sergej Karasev (Ryssland) | Marseille Publik: 60 842 Domare: Sergej Karasev (Ryssland) |
| 18:00 UTC+2 | 18:00 UTC+2  |                             |                 |                                 | Marseille Publik: 60 842 Domare: Sergej Karasev (Ryssland) | Marseille Publik: 60 842 Domare: Sergej Karasev (Ryssland) |
| 18:00 UTC+2 | 18:00 UTC+2  |                             |                 |                                 | Marseille Publik: 60 842 Domare: Sergej Karasev (Ryssland) | Marseille Publik: 60 842 Domare: Sergej Karasev (Ryssland) |

| 24          | 18 juni 2016 | Portugal | 0 – 0   | Österrike | Parc des Princes                                      |                                                       |
| 21:00 UTC+2 | 21:00 UTC+2  |          | Rapport |           | Paris Publik: 44 291 Domare: Nicola Rizzoli (Italien) | Paris Publik: 44 291 Domare: Nicola Rizzoli (Italien) |
| 21:00 UTC+2 | 21:00 UTC+2  |          |         |           | Paris Publik: 44 291 Domare: Nicola Rizzoli (Italien) | Paris Publik: 44 291 Domare: Nicola Rizzoli (Italien) |
| 21:00 UTC+2 | 21:00 UTC+2  |          |         |           | Paris Publik: 44 291 Domare: Nicola Rizzoli (Italien) | Paris Publik: 44 291 Domare: Nicola Rizzoli (Italien) |

| 33          | 22 juni 2016 | Island                                               | 2 – 1           | Österrike             | Stade de France                                             |                                                             |
| 18:00 UTC+2 | 18:00 UTC+2  | Jón Daði Böðvarsson 18′ Arnór Ingvi Traustason 90+4′ | (1 – 0) Rapport | 60′ Alessandro Schöpf | Saint-Denis Publik: 68 714 Domare: Szymon Marciniak (Polen) | Saint-Denis Publik: 68 714 Domare: Szymon Marciniak (Polen) |
| 18:00 UTC+2 | 18:00 UTC+2  |                                                      |                 |                       | Saint-Denis Publik: 68 714 Domare: Szymon Marciniak (Polen) | Saint-Denis Publik: 68 714 Domare: Szymon Marciniak (Polen) |
| 18:00 UTC+2 | 18:00 UTC+2  |                                                      |                 |                       | Saint-Denis Publik: 68 714 Domare: Szymon Marciniak (Polen) | Saint-Denis Publik: 68 714 Domare: Szymon Marciniak (Polen) |

| 34          | 22 juni 2016 | Ungern                                    | 3 – 3           | Portugal                            | Parc Olympique Lyonnais                               |                                                       |
| 18:00 UTC+2 | 18:00 UTC+2  | Zoltán Gera 19′ Balázs Dzsudzsák 47′, 55′ | (1 – 1) Rapport | 42′ Nani 50′, 62′ Cristiano Ronaldo | Lyon Publik: 55 514 Domare: Martin Atkinson (England) | Lyon Publik: 55 514 Domare: Martin Atkinson (England) |
| 18:00 UTC+2 | 18:00 UTC+2  |                                           |                 |                                     | Lyon Publik: 55 514 Domare: Martin Atkinson (England) | Lyon Publik: 55 514 Domare: Martin Atkinson (England) |
| 18:00 UTC+2 | 18:00 UTC+2  |                                           |                 |                                     | Lyon Publik: 55 514 Domare: Martin Atkinson (England) | Lyon Publik: 55 514 Domare: Martin Atkinson (England) |

### Rankning av grupptreor
| Nr | Lag (grupp)    | S | V | O | F | GM | IM | MS | P |
| -- | -------------- | - | - | - | - | -- | -- | -- | - |
| 1  | Slovakien (B)  | 3 | 1 | 1 | 1 | 3  | 3  | 0  | 4 |
| 2  | Irland (E)     | 3 | 1 | 1 | 1 | 2  | 4  | −2 | 4 |
| 3  | Portugal (F)   | 3 | 0 | 3 | 0 | 4  | 4  | 0  | 3 |
| 4  | Nordirland (C) | 3 | 1 | 0 | 2 | 2  | 2  | 0  | 3 |
| 5  | Turkiet (D)    | 3 | 1 | 0 | 2 | 2  | 4  | −2 | 3 |
| 6  | Albanien (A)   | 3 | 1 | 0 | 2 | 1  | 3  | −2 | 3 |

Grupptreorna rankas i tur och ordning efter följande kriterier:
1. Flest poäng
2. Bäst målskillnad
3. Flest gjorda mål
4. Högst fair play-poäng
5. Bäst placering enligt Uefa-koefficient

## Utslagsspel

### Slutspelsträd
|  | Åttondelsfinaler | Åttondelsfinaler |                 |       | Kvartsfinaler | Kvartsfinaler |  |  | Semifinaler | Semifinaler |  |  | Final | Final |
|  |                  |                  |                 |       |               |               |  |  |             |             |  |  |       |       |
|  | 25 juni 2016     |                  |                 |       |               |               |  |  |             |             |  |  |       |       |
|  |                  |                  |                 |       |               |               |  |  |             |             |  |  |       |       |
|  | Schweiz          | 1 (4)            |                 |       |               |               |  |  |             |             |  |  |       |       |
|  | Schweiz          | 1 (4)            | 30 juni 2016    |       |               |               |  |  |             |             |  |  |       |       |
|  | Polen (str.)     | 1 (5)            |                 |       |               |               |  |  |             |             |  |  |       |       |
|  | Polen (str.)     | 1 (5)            | Polen           | 1 (3) |               |               |  |  |             |             |  |  |       |       |
|  | 25 juni 2016     |                  | Polen           | 1 (3) |               |               |  |  |             |             |  |  |       |       |
|  |                  | Portugal (str.)  | 1 (5)           |       |               |               |  |  |             |             |  |  |       |       |
|  | Kroatien         | Portugal (str.)  | 1 (5)           | 0     |               |               |  |  |             |             |  |  |       |       |
|  | Kroatien         |                  | 6 juli 2016     | 0     |               |               |  |  |             |             |  |  |       |       |
|  | Portugal (e.f.)  | 1                |                 |       |               |               |  |  |             |             |  |  |       |       |
|  | Portugal (e.f.)  | 1                | Portugal        | 2     |               |               |  |  |             |             |  |  |       |       |
|  | 25 juni 2016     |                  | Portugal        | 2     |               |               |  |  |             |             |  |  |       |       |
|  |                  | Wales            | 0               |       |               |               |  |  |             |             |  |  |       |       |
|  | Wales            | Wales            | 0               | 1     |               |               |  |  |             |             |  |  |       |       |
|  | Wales            | 1 juli 2016      |                 | 1     |               |               |  |  |             |             |  |  |       |       |
|  | Nordirland       | 0                |                 |       |               |               |  |  |             |             |  |  |       |       |
|  | Nordirland       | 0                | Wales           | 3     |               |               |  |  |             |             |  |  |       |       |
|  | 26 juni 2016     |                  | Wales           | 3     |               |               |  |  |             |             |  |  |       |       |
|  |                  | Belgien          | 1               |       |               |               |  |  |             |             |  |  |       |       |
|  | Ungern           | Belgien          | 1               | 0     |               |               |  |  |             |             |  |  |       |       |
|  | Ungern           |                  | 10 juli 2016    | 0     |               |               |  |  |             |             |  |  |       |       |
|  | Belgien          | 4                |                 |       |               |               |  |  |             |             |  |  |       |       |
|  | Belgien          | 4                | Portugal (e.f.) | 1     |               |               |  |  |             |             |  |  |       |       |
|  | 26 juni 2016     |                  | Portugal (e.f.) | 1     |               |               |  |  |             |             |  |  |       |       |
|  |                  | Frankrike        | 0               |       |               |               |  |  |             |             |  |  |       |       |
|  | Tyskland         | Frankrike        | 0               | 3     |               |               |  |  |             |             |  |  |       |       |
|  | Tyskland         | 2 juli 2016      |                 | 3     |               |               |  |  |             |             |  |  |       |       |
|  | Slovakien        | 0                |                 |       |               |               |  |  |             |             |  |  |       |       |
|  | Slovakien        | 0                | Tyskland (str.) | 1 (6) |               |               |  |  |             |             |  |  |       |       |
|  | 27 juni 2016     |                  | Tyskland (str.) | 1 (6) |               |               |  |  |             |             |  |  |       |       |
|  |                  | Italien          | 1 (5)           |       |               |               |  |  |             |             |  |  |       |       |
|  | Italien          | Italien          | 1 (5)           | 2     |               |               |  |  |             |             |  |  |       |       |
|  | Italien          |                  | 7 juli 2016     | 2     |               |               |  |  |             |             |  |  |       |       |
|  | Spanien          | 0                |                 |       |               |               |  |  |             |             |  |  |       |       |
|  | Spanien          | 0                | Tyskland        | 0     |               |               |  |  |             |             |  |  |       |       |
|  | 26 juni 2016     |                  | Tyskland        | 0     |               |               |  |  |             |             |  |  |       |       |
|  |                  | Frankrike        | 2               |       |               |               |  |  |             |             |  |  |       |       |
|  | Frankrike        | Frankrike        | 2               | 2     |               |               |  |  |             |             |  |  |       |       |
|  | Frankrike        | 3 juli 2016      |                 | 2     |               |               |  |  |             |             |  |  |       |       |
|  | Irland           | 1                |                 |       |               |               |  |  |             |             |  |  |       |       |
|  | Irland           | 1                | Frankrike       | 5     |               |               |  |  |             |             |  |  |       |       |
|  | 27 juni 2016     |                  | Frankrike       | 5     |               |               |  |  |             |             |  |  |       |       |
|  |                  | Island           | 2               |       |               |               |  |  |             |             |  |  |       |       |
|  | England          | Island           | 2               | 1     |               |               |  |  |             |             |  |  |       |       |
|  | England          |                  |                 | 1     |               |               |  |  |             |             |  |  |       |       |
|  | Island           | 2                |                 |       |               |               |  |  |             |             |  |  |       |       |
|  | Island           | 2                |                 |       |               |               |  |  |             |             |  |  |       |       |

### Åttondelsfinaler
| 37          | 25 juni 2016 | Schweiz                                                                          | 0000 1 – 1 (e.fl.)         | Polen                                                                                  | Stade Geoffroy-Guichard                                         |                                                                 |
| 15:00 UTC+2 | 15:00 UTC+2  | Xherdan Shaqiri 82′                                                              | (0 – 1) Rapport            | 39′ Jakub Błaszczykowski                                                               | Saint-Étienne Publik: 38 842 Domare: Mark Clattenburg (England) | Saint-Étienne Publik: 38 842 Domare: Mark Clattenburg (England) |
| 15:00 UTC+2 | 15:00 UTC+2  |                                                                                  |                            |                                                                                        | Saint-Étienne Publik: 38 842 Domare: Mark Clattenburg (England) | Saint-Étienne Publik: 38 842 Domare: Mark Clattenburg (England) |
| 15:00 UTC+2 | 15:00 UTC+2  | Stephan Lichtsteiner Granit Xhaka Xherdan Shaqiri Fabian Schär Ricardo Rodríguez | Straffsparksläggning 4 – 5 | Robert Lewandowski Arkadiusz Milik Kamil Glik Jakub Błaszczykowski Grzegorz Krychowiak | Saint-Étienne Publik: 38 842 Domare: Mark Clattenburg (England) | Saint-Étienne Publik: 38 842 Domare: Mark Clattenburg (England) |

| 38          | 25 juni 2016 | Wales                     | 1 – 0           | Nordirland | Parc des Princes                                       |                                                        |
| 18:00 UTC+2 | 18:00 UTC+2  | Gareth McAuley 75′ (sjm.) | (0 – 0) Rapport |            | Paris Publik: 44 342 Domare: Martin Atkinson (England) | Paris Publik: 44 342 Domare: Martin Atkinson (England) |
| 18:00 UTC+2 | 18:00 UTC+2  |                           |                 |            | Paris Publik: 44 342 Domare: Martin Atkinson (England) | Paris Publik: 44 342 Domare: Martin Atkinson (England) |
| 18:00 UTC+2 | 18:00 UTC+2  |                           |                 |            | Paris Publik: 44 342 Domare: Martin Atkinson (England) | Paris Publik: 44 342 Domare: Martin Atkinson (England) |

| 39          | 25 juni 2016 | Kroatien | 0000 0 – 1 (e.fl.) | Portugal              | Stade Bollaert-Delelis                                        |                                                               |
| 21:00 UTC+2 | 21:00 UTC+2  |          | (0 – 0) Rapport    | 117′ Ricardo Quaresma | Lens Publik: 33 523 Domare: Carlos Velasco Carballo (Spanien) | Lens Publik: 33 523 Domare: Carlos Velasco Carballo (Spanien) |
| 21:00 UTC+2 | 21:00 UTC+2  |          |                    |                       | Lens Publik: 33 523 Domare: Carlos Velasco Carballo (Spanien) | Lens Publik: 33 523 Domare: Carlos Velasco Carballo (Spanien) |
| 21:00 UTC+2 | 21:00 UTC+2  |          |                    |                       | Lens Publik: 33 523 Domare: Carlos Velasco Carballo (Spanien) | Lens Publik: 33 523 Domare: Carlos Velasco Carballo (Spanien) |

| 40          | 26 juni 2016 | Frankrike                  | 2 – 1           | Irland                 | Parc Olympique Lyonnais                              |                                                      |
| 15:00 UTC+2 | 15:00 UTC+2  | Antoine Griezmann 58′, 61′ | (0 – 1) Rapport | 2′ (str.) Robbie Brady | Lyon Publik: 56 279 Domare: Nicola Rizzoli (Italien) | Lyon Publik: 56 279 Domare: Nicola Rizzoli (Italien) |
| 15:00 UTC+2 | 15:00 UTC+2  |                            |                 |                        | Lyon Publik: 56 279 Domare: Nicola Rizzoli (Italien) | Lyon Publik: 56 279 Domare: Nicola Rizzoli (Italien) |
| 15:00 UTC+2 | 15:00 UTC+2  |                            |                 |                        | Lyon Publik: 56 279 Domare: Nicola Rizzoli (Italien) | Lyon Publik: 56 279 Domare: Nicola Rizzoli (Italien) |

| 41          | 26 juni 2016 | Tyskland                                             | 3 – 0           | Slovakien | Stade Pierre-Mauroy                                   |                                                       |
| 18:00 UTC+2 | 18:00 UTC+2  | Jérôme Boateng 8′ Mario Gómez 43′ Julian Draxler 63′ | (2 – 0) Rapport |           | Lille Publik: 44 312 Domare: Szymon Marciniak (Polen) | Lille Publik: 44 312 Domare: Szymon Marciniak (Polen) |
| 18:00 UTC+2 | 18:00 UTC+2  |                                                      |                 |           | Lille Publik: 44 312 Domare: Szymon Marciniak (Polen) | Lille Publik: 44 312 Domare: Szymon Marciniak (Polen) |
| 18:00 UTC+2 | 18:00 UTC+2  |                                                      |                 |           | Lille Publik: 44 312 Domare: Szymon Marciniak (Polen) | Lille Publik: 44 312 Domare: Szymon Marciniak (Polen) |

| 42          | 26 juni 2016 | Ungern | 0 – 4           | Belgien                                                                                   | Stadium Municipal de Toulouse                           |                                                         |
| 21:00 UTC+2 | 21:00 UTC+2  |        | (0 – 1) Rapport | 10′ Toby Alderweireld 78′ Michy Batshuayi 80′ Eden Hazard 90+1′ Yannick Ferreira Carrasco | Toulouse Publik: 38 921 Domare: Milorad Mažić (Serbien) | Toulouse Publik: 38 921 Domare: Milorad Mažić (Serbien) |
| 21:00 UTC+2 | 21:00 UTC+2  |        |                 |                                                                                           | Toulouse Publik: 38 921 Domare: Milorad Mažić (Serbien) | Toulouse Publik: 38 921 Domare: Milorad Mažić (Serbien) |
| 21:00 UTC+2 | 21:00 UTC+2  |        |                 |                                                                                           | Toulouse Publik: 38 921 Domare: Milorad Mažić (Serbien) | Toulouse Publik: 38 921 Domare: Milorad Mažić (Serbien) |

| 43          | 27 juni 2016 | Italien                                    | 2 – 0           | Spanien | Stade de France                                           |                                                           |
| 18:00 UTC+2 | 18:00 UTC+2  | Giorgio Chiellini 33′ Graziano Pellè 90+1′ | (1 – 0) Rapport |         | Saint-Denis Publik: 76 165 Domare: Cüneyt Çakır (Turkiet) | Saint-Denis Publik: 76 165 Domare: Cüneyt Çakır (Turkiet) |
| 18:00 UTC+2 | 18:00 UTC+2  |                                            |                 |         | Saint-Denis Publik: 76 165 Domare: Cüneyt Çakır (Turkiet) | Saint-Denis Publik: 76 165 Domare: Cüneyt Çakır (Turkiet) |
| 18:00 UTC+2 | 18:00 UTC+2  |                                            |                 |         | Saint-Denis Publik: 76 165 Domare: Cüneyt Çakır (Turkiet) | Saint-Denis Publik: 76 165 Domare: Cüneyt Çakır (Turkiet) |

| 44          | 27 juni 2016 | England                | 1 – 2           | Island                                       | Allianz Riviera                                       |                                                       |
| 21:00 UTC+2 | 21:00 UTC+2  | Wayne Rooney 4′ (str.) | (1 – 2) Rapport | 6′ Ragnar Sigurðsson 18′ Kolbeinn Sigþórsson | Nice Publik: 33 901 Domare: Damir Skomina (Slovenien) | Nice Publik: 33 901 Domare: Damir Skomina (Slovenien) |
| 21:00 UTC+2 | 21:00 UTC+2  |                        |                 |                                              | Nice Publik: 33 901 Domare: Damir Skomina (Slovenien) | Nice Publik: 33 901 Domare: Damir Skomina (Slovenien) |
| 21:00 UTC+2 | 21:00 UTC+2  |                        |                 |                                              | Nice Publik: 33 901 Domare: Damir Skomina (Slovenien) | Nice Publik: 33 901 Domare: Damir Skomina (Slovenien) |

### Kvartsfinaler
| 45          | 30 juni 2016 | Polen                                                              | 0000 1 – 1 (e.fl.)         | Portugal                                                             | Stade Vélodrome                                         |                                                         |
| 21:00 UTC+2 | 21:00 UTC+2  | Robert Lewandowski 2′                                              | (1 – 1) Rapport            | 33′ Renato Sanches                                                   | Marseille Publik: 62 940 Domare: Felix Brych (Tyskland) | Marseille Publik: 62 940 Domare: Felix Brych (Tyskland) |
| 21:00 UTC+2 | 21:00 UTC+2  |                                                                    |                            |                                                                      | Marseille Publik: 62 940 Domare: Felix Brych (Tyskland) | Marseille Publik: 62 940 Domare: Felix Brych (Tyskland) |
| 21:00 UTC+2 | 21:00 UTC+2  | Robert Lewandowski Arkadiusz Milik Kamil Glik Jakub Błaszczykowski | Straffsparksläggning 3 – 5 | Cristiano Ronaldo Renato Sanches João Moutinho Nani Ricardo Quaresma | Marseille Publik: 62 940 Domare: Felix Brych (Tyskland) | Marseille Publik: 62 940 Domare: Felix Brych (Tyskland) |

| 46          | 1 juli 2016 | Wales                                                 | 3 – 1           | Belgien              | Stade Pierre-Mauroy                                    |                                                        |
| 21:00 UTC+2 | 21:00 UTC+2 | Ashley Williams 31′ Hal Robson-Kanu 55′ Sam Vokes 86′ | (1 – 1) Rapport | 13′ Radja Nainggolan | Lille Publik: 45 936 Domare: Damir Skomina (Slovenien) | Lille Publik: 45 936 Domare: Damir Skomina (Slovenien) |
| 21:00 UTC+2 | 21:00 UTC+2 |                                                       |                 |                      | Lille Publik: 45 936 Domare: Damir Skomina (Slovenien) | Lille Publik: 45 936 Domare: Damir Skomina (Slovenien) |
| 21:00 UTC+2 | 21:00 UTC+2 |                                                       |                 |                      | Lille Publik: 45 936 Domare: Damir Skomina (Slovenien) | Lille Publik: 45 936 Domare: Damir Skomina (Slovenien) |

| 47          | 2 juli 2016 | Tyskland | 0000 1 – 1 (e.fl.)         | Italien | Matmut Atlantique                                      |                                                        |
| 21:00 UTC+2 | 21:00 UTC+2 | Mesut Özil 65′ | (0 – 0) Rapport            | 78′ (str.) Leonardo Bonucci | Bordeaux Publik: 38 764 Domare: Viktor Kassai (Ungern) | Bordeaux Publik: 38 764 Domare: Viktor Kassai (Ungern) |
| 21:00 UTC+2 | 21:00 UTC+2 | |                            | | Bordeaux Publik: 38 764 Domare: Viktor Kassai (Ungern) | Bordeaux Publik: 38 764 Domare: Viktor Kassai (Ungern) |
| 21:00 UTC+2 | 21:00 UTC+2 | Toni Kroos Thomas Müller Mesut Özil Julian Draxler Bastian Schweinsteiger Mats Hummels Joshua Kimmich Jérôme Boateng Jonas Hector | Straffsparksläggning 6 – 5 | Lorenzo Insigne Simone Zaza Andrea Barzagli Graziano Pellè Leonardo Bonucci Emanuele Giaccherini Marco Parolo Mattia De Sciglio Matteo Darmian | Bordeaux Publik: 38 764 Domare: Viktor Kassai (Ungern) | Bordeaux Publik: 38 764 Domare: Viktor Kassai (Ungern) |

| 48          | 3 juli 2016 | Frankrike                                                                      | 5 – 2           | Island                                       | Stade de France                                                  |                                                                  |
| 21:00 UTC+2 | 21:00 UTC+2 | Olivier Giroud 12′, 59′ Paul Pogba 20′ Dimitri Payet 43′ Antoine Griezmann 45′ | (4 – 0) Rapport | 56′ Kolbeinn Sigþórsson 84′ Birkir Bjarnason | Saint-Denis Publik: 76 833 Domare: Björn Kuipers (Nederländerna) | Saint-Denis Publik: 76 833 Domare: Björn Kuipers (Nederländerna) |
| 21:00 UTC+2 | 21:00 UTC+2 |                                                                                |                 |                                              | Saint-Denis Publik: 76 833 Domare: Björn Kuipers (Nederländerna) | Saint-Denis Publik: 76 833 Domare: Björn Kuipers (Nederländerna) |
| 21:00 UTC+2 | 21:00 UTC+2 |                                                                                |                 |                                              | Saint-Denis Publik: 76 833 Domare: Björn Kuipers (Nederländerna) | Saint-Denis Publik: 76 833 Domare: Björn Kuipers (Nederländerna) |

### Semifinaler
| 49          | 6 juli 2016 | Portugal                       | 2 – 0           | Wales | Parc Olympique Lyonnais                              |                                                      |
| 21:00 UTC+2 | 21:00 UTC+2 | Cristiano Ronaldo 50′ Nani 53′ | (0 – 0) Rapport |       | Lyon Publik: 55 679 Domare: Jonas Eriksson (Sverige) | Lyon Publik: 55 679 Domare: Jonas Eriksson (Sverige) |
| 21:00 UTC+2 | 21:00 UTC+2 |                                |                 |       | Lyon Publik: 55 679 Domare: Jonas Eriksson (Sverige) | Lyon Publik: 55 679 Domare: Jonas Eriksson (Sverige) |
| 21:00 UTC+2 | 21:00 UTC+2 |                                |                 |       | Lyon Publik: 55 679 Domare: Jonas Eriksson (Sverige) | Lyon Publik: 55 679 Domare: Jonas Eriksson (Sverige) |

| 50          | 7 juli 2016 | Tyskland | 0 – 2           | Frankrike                           | Stade Vélodrome                                           |                                                           |
| 21:00 UTC+2 | 21:00 UTC+2 |          | (0 – 1) Rapport | 45+2′ (str.), 72′ Antoine Griezmann | Marseille Publik: 64 078 Domare: Nicola Rizzoli (Italien) | Marseille Publik: 64 078 Domare: Nicola Rizzoli (Italien) |
| 21:00 UTC+2 | 21:00 UTC+2 |          |                 |                                     | Marseille Publik: 64 078 Domare: Nicola Rizzoli (Italien) | Marseille Publik: 64 078 Domare: Nicola Rizzoli (Italien) |
| 21:00 UTC+2 | 21:00 UTC+2 |          |                 |                                     | Marseille Publik: 64 078 Domare: Nicola Rizzoli (Italien) | Marseille Publik: 64 078 Domare: Nicola Rizzoli (Italien) |

### Final
| 51          | 10 juli 2016 | Portugal  | 0000 1 – 0 (e.fl.) | Frankrike | Stade de France                                               |                                                               |
| 21:00 UTC+2 | 21:00 UTC+2  | Éder 109′ | (0 – 0) Rapport    |           | Saint-Denis Publik: 75 868 Domare: Mark Clattenburg (England) | Saint-Denis Publik: 75 868 Domare: Mark Clattenburg (England) |
| 21:00 UTC+2 | 21:00 UTC+2  |           |                    |           | Saint-Denis Publik: 75 868 Domare: Mark Clattenburg (England) | Saint-Denis Publik: 75 868 Domare: Mark Clattenburg (England) |
| 21:00 UTC+2 | 21:00 UTC+2  |           |                    |           | Saint-Denis Publik: 75 868 Domare: Mark Clattenburg (England) | Saint-Denis Publik: 75 868 Domare: Mark Clattenburg (England) |

## Statistik
Uefa redovisade statistik över samtliga matcher, där en spelare (Antoine Griezmann) utsågs till turneringens bästa spelare.

### Målskyttar
6 mål (1 spelare)
- Antoine Griezmann

3 mål (6 spelare)
- Gareth Bale
- Álvaro Morata
- Dimitri Payet
- Olivier Giroud
- Cristiano Ronaldo
- Nani

2 mål (12 spelare)
- Bogdan Stancu
- Mario Gómez
- Jakub Błaszczykowski
- Ivan Perišić
- Robbie Brady
- Graziano Pellè
- Romelu Lukaku
- Radja Nainggolan
- Balázs Dzsudzsák
- Hal Robson-Kanu
- Birkir Bjarnason
- Kolbeinn Sigþórsson

1 mål (57 spelare)
- Sadiku
- Pogba
- Schär
- Mehmedi
- Shaqiri
- Vardy
- Sturridge
- Dier
- Rooney
- Duda
- Hamšík
- Weiss
- Taylor
- Ramsey
- A. Williams
- Vokes
- Berezutskij
- Glusjakov
- Mustafi
- Schweinsteiger
- Boateng
- Draxler
- Özil
- Milik
- Lewandowski
- McAuley
- McGinn
- Modrić
- Rakitić
- Kalinić
- Necid
- Škoda
- Yilmaz
- Tufan
- Piqué
- Nolito
- Hoolahan
- Chiellini
- Giaccherini
- Éder
- Bonucci
- Witsel
- Alderweireld
- Hazard
- Carrasco
- Batshuayi
- R. Sigurdsson
- G. Sigurðsson
- Traustason
- Böðvarsson
- Schöpf
- Stieber
- Szalai
- Gera
- Quaresma
- Sanches
- Éder

Självmål (3 spelare)
- Clark (mot Sverige)
- Sævarsson (mot Ungern)
- McAuley (mot Wales)

Mål i straffsparksavgörande
2 mål
- Glik
- Milik
- Lewandowski

1 mål
- Błaszczykowski
- Krychowiak
- Shaqiri
- Schär
- Rodriguez
- Lichtsteiner
- Kroos
- Draxler
- Hummels
- Kimmich
- Boateng
- Hector
- Insigne
- Barzagli
- Giaccherini
- Parolo
- De Sciglio
- Moutinho
- Ronaldo
- Quaresma
- Sanches
- Nani

Miss i straffsparksavgörande
- Xhaka
- Błaszczykowski
- Özil
- Schweinsteiger
- Müller
- Pellè
- Bonucci
- Darmian
- Zaza